# 도덕적 진보
도덕적 진보는 사회 규모에서 경험한 도덕적 신념 및 관행과 같은 개념의 개선을 의미한다. Moody-Adams는 "신앙의 도덕적 진보는 기존의 도덕적 개념에 대한 우리의 이해를 심화시키는 것을 포함하고, 관행에서의 도덕적 발전은 행동이나 사회 제도에서 심화된 도덕적 이해를 실현하는 것을 포함합니다."라고 언급했다.

## 정의

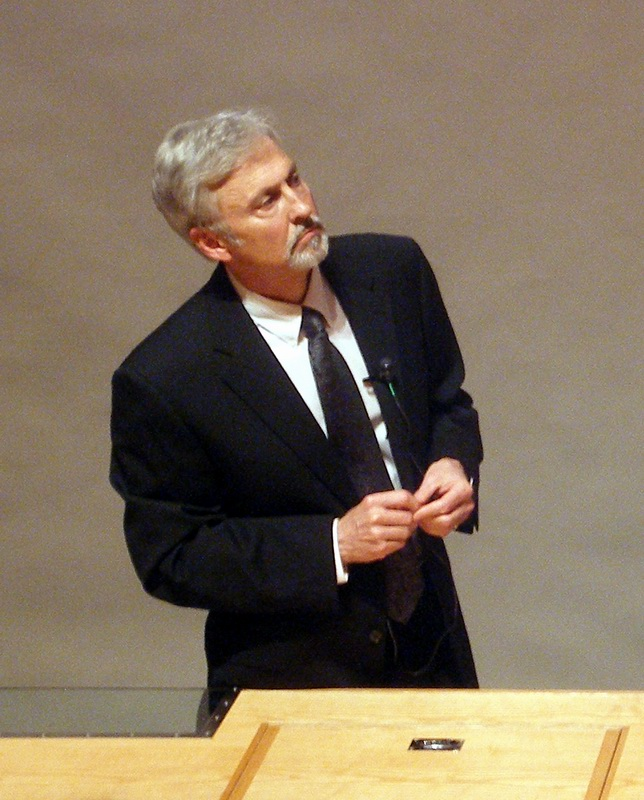
'도덕적 진보'와 관련된 학자 앨런 뷰캐넌

앨런 뷰캐넌은 도덕적 진보를 "도덕적으로 진보적인 사회 관행과 제도의 변화"라고 정의했다. Moody-Adams는 지역의 도덕적 진보를 "특정 도덕 개념의 풍부함과 적용 범위를 더 완전하게 인식하게 되는 것" 또는 새로운 도덕 개념의 개발, 그리고 "정의와 관련된 도덕관념에 대한 이해를 심화시키는 실천"의 확산, 즉, 도덕 개념에 대한 우리의 이해의 심화라고 정의했다. 또 다른 견해는 도덕적 진보가 " 도덕적 현실을 설명하는 데 있어 더 큰 성공"이라는 것이다.
사회적 규모의 도덕적 진보는 개인의 도덕적 발전과 혼동해서는 안 되며, 때로는 도덕적 진보라고도 한다.

## 양상
사회의 도덕적 진보는 사회 전반에 걸쳐 개인의 신념에 있어서 도덕적 진보를 가져온다. 일단 정부가 도덕적인 진보 개념을 시행하기로 결정하고 다양한 인센티브를 통해 도덕성을 이해하는 것 또한 요구되지 않는다. 이것은 신념의 도덕적 진보보다 실천의 도덕적 진보를 더 빨리 진전시킬 수 있다. 다시 말해서, 외부의 압력으로 개인과 조직은 그들의 고유한 신념 때문이 아니라 사회적 expediency와 깨달은 이기심에 대한 고려 때문에 더 잘 행동할 수 있다.  Buchanan은 외부 요인에 의해 야기되는 도덕적 관점, 인간의 동기와 기관으로부터 독립된 어떤 것, 그리고 진정한 도덕적 진보를 구별한다. 그러나, 그는 전자가 어쨌든 대체로 나중으로 이어진다는 점에 주목한다.
지난 몇 세기 동안의 도덕적 진보는 종종 새로운 도덕을 대중화하려는 도덕적으로 진보적인 사회 운동의 결과였다.
보편적 도덕적 진보를 측정하는 것은 어렵다. 왜냐하면 최종 목적지에 관한 보편적 합의도, 윤리학의 객관적인 기준이 없기 때문이다. 대부분의 복잡한 도덕적 개념은 하나의 확립된 정의 이상을 가지고 있다. 이것은 일반적으로 인간의 진보를 측정하는 것에서 도덕적 진보를 측정하는 것을 더욱 어렵게 만든다. 지역적이고 보다 구체적인 윤리적 문제에 대한 합의에 도달하는 것이 더 간단하기 때문에 지역적이고 보다 구체적인 도덕적 진보를 측정하는 것이 더 쉽다. Musschenga와 Meyned는 "대부분 현대 네덜란드인들은 16세기 이후 네덜란드가 도덕적 진전을 이뤘다는 데 동의할 것"이라고 말했다. 16세기 네덜란드인들도 동의할지 의문이라고 말했다. 그러나 Jeremy Evans는 "인구복지 증대와 상관관계가 있다."라는 도덕적 진보의 정의를 만들 수 있어야 한다는 주장을 폈다. 그리고 윤리적 진보"라고 말했다.

## 도덕적 진보의 유형
Buchanan은 도덕적 진보의 유형을 제공한다.
- 유효한 도덕적 규범을 더 잘 준수하고,
- 더 나은 도덕적 개념,
- 미덕에 대한 더 나은 이해,
- 더 나은 도덕적 동기 부여,
- 더 나은 도덕적 추론,
- 적절한 사기 저하,
- 적절한 도덕화,
- 도덕적 지위와 도덕적 지위에 대한 더 나은 이해,
- 도덕의 본질에 대한 이해 향상
- 정의에 대한 더 나은 이해.

사회과학자인 Jacy Reese Anthis는 도덕적 진보의 중요한 척도로서 그리고 모든 지각 있는 존재들의 장기적인 미래를 향상시키기 위한 접근법으로서 "도덕적 서클 확장"을 주장해왔다. 그의 조직인 Sentience Institute는 영국의 반 이슬람 운동과 같은 도덕적 진보의 역사적, 현재의 사례를 연구함으로써 도덕적 서클 확장을 연구한다.

## 예시
뷰캐넌은 현대 인권 운동을 "도덕적 진보의 가장 강력한 예"라고 불렀다. . 도덕적 진보의 다른 예는 다음과 같다.
- 노예제 폐지,[2][12][13][14] 인종 차별 및 살인과 같은 폭력 범죄 감소, 선거권 확산 (투표권), 그리고 종교적 관용과 표현의 자유와 같은 다른 인권, 그리고 많은 잔인하고 비정상적인 형벌의 폐지,
- 여성의 권리와 성평등의 발전과 확산의 형태로 여성에 대한 대우 개선,[6]
- 전쟁 및 식민주의와 같은 행동을 억제하거나 금지하는 국제 규범의 출현을 통한 국제 관계의 진전.

## 같이 보기
- 도덕적 발전
- 윤리학
- 도덕적 상대주의
- 사회문화적 진화
- 휘그사관